# Праця (газета)
Праца (пол. Praca, укр. робота, праця) — двотижневик, «присвячений справам працюючих мас», який виходив у Львові польською мовою у 1878—1892 роках.
Був започаткований як орган Товариства друкарів. Редактор — Йосип Данилюк. До складу редакції входили: А. Маньковський (директор 1-ї Спілкової друкарні), А. Скерль, Б. Червенський, І. Франко (фактично не підписний редактор видання), М. Павлик. Вагомий вплив на характер публікацій справляв польський емігрант-соціаліст Л. Варинський.
Матеріали видання мали соціалістичний характер, висвітлювали становище робітників, підтримували їх боротьбу за загальне виборче право.
Від часу входження до редакції І. Франка частину матеріалів почали друкувати українською мовою (гімн «Вічний революціонер», інші літературні твори). При редакції «Праці» І. Франко видав брошуру «Co to jest socjalizm» (виклад економічного вчення К. Маркса), а також «Program socjalistów galicyjskich» (1881), «O pracy: Książeczka dla robothików» (1881).
Після переходу польських соціалістів на шовіністичні позиції щодо українців (кінець 1880-х років) газета стала органом Польської соціал-демократичної партії (1890—1892).